# POP TV
POP TV – słoweński kanał telewizyjny należący do przedsiębiorstwa Pro Plus. Został uruchomiony w 1995 roku.
Jedną z pierwszych dziennikarek POP TV i założycielką 24ur.com jest Tamara Vonta.